# Drugi lyonski koncil
Drugi lyonski koncil oziroma vesoljni cerkveni zbor je potekal  od 7. maja - 17. julija 1274 v lyonski stolnici Svetega Janeza Krstnika kot štirinajsti ekumenski koncil. Sklical ga je in mu predsedoval Papež Gregor X.. Navzočih je bilo okrog 1560 koncilskih očetov, med njimi 500 škofov, 60 opatov, ter več kot 1000 prelatov ali oskrbnikov (prokuratorjev). 

## Zgodovina
Drugi lionski koncil je bil 14. vesoljni (=ekumenski) cerkveni zbor in je potekal leta 1274. Sklical ga ja papež Gregor X. potem, ko mu je bizantinski cesar Mihael Paleolog (1259-1282) zagotovil, da se je pravoslavna Cerkev pripravljena zediniti z Rimom. S priznavanjem papeškega prvenstva je Mihael upal, da bo dobil denarno pomoč za svoje osvajalne vojne. Kakor je bilo dogovorjeno, so potrdili izpoved vere pravoslavni predstavniki in kakih 200 zahodnih prelatov, in tako formalno sprejeli zedinjenje (unijo). Izpoved vere je vključevala priznavanje vic, zakramentov, filioque ter papeškega prvenstva. 

### Propadli poskus zedinjenjakrščanstva
V 4. križarski vojski (1202 do 1204) so zahodni knezi osvojili Carigrad, postavili latinskega patriarha in mu podredili grško duhovščino. Papež Inocenc III. je najprej odločno nasprotoval osvojitvi Carigrada; po osvojitvi je bil pa tako navdušen nad zmago zahodnih knezov, da je Baldvinu pisal: 
»Regnum Graecorum a superbis ad humiles, ab inobedientibus ad devotos, a schismaticis ad catholicos iusto Dei iudicio est translatum.« 

Ko pa je videl, da križarji ne mislijo dalje iti, je bil z osvojitvijo Carigrada odločno nezadovoljen. Papežev legat v Carigradu je bil nasproti grškim obredom zelo toleranten. Inocenc III. ni zahteval spremembe obreda; lateranski cerkveni zbor (1215) je potrdil grški obred. S tem je bila dana podlaga za prakso rimske kurije pri pogajanjih za zedinjenje. A zahodni knezi niso bili tako tolerantni; za grško kulturo in grški obred niso imeli nobenega smisla. S svojimi krutostmi in z nasilnim latiniziranjem so v Grkih vzgojili fanatično sovraštvo proti vsemu zahodnemu in latinskemu. Grški narod je bil utrjen v razkolu. 

Grški cesarji so bili pa še vedno pripravljeni za unijo in za zvezo z zahodom, ker so vedeli, da je to edina rešitev za Grke. Mihael VIII. Paleolog (1259—1282) je 1261. osvojil Carigrad in izpodrinil Latince, a kot previden diplomat je iskal zveze z Rimom, da bi se zavaroval nasproti novim zahodnim napadom in dobil podporo proti drugim sovražnikom Bizanca,  Papež Gregor X. je bil posebno vnet za zedinjenje in je povabil Grke na lionski cerkveni zbor 1273; Grki so sprejeli papeževe pogoje in se zedinili z rimsko Cerkvijo 1274.
 
Steber lionske unije je bil učeni in značajni patriarh Janez Bekos Carigrajski; sam je bil odkritosrčno vnet za unijo in je mnogo Grkov za njo pridobil. Vendar se je unija le umetno vzdrževala, ker ji je ljudstvo nasprotovalo. Na zahodu je papež krotil svoje narode, na vzhodu pa cesar. Zahodni knezi se nikakor niso dali odvrniti od svojih načrtov. Karel Anžujski  je hotel osvojiti Carigrad; papeža Nikolaj III. in Martin IV. sta bila njegova zaveznika in Grkom manj naklonjena. Ob koncu 1282. in v začetku 1283. je bila unija uničena, patriarh Janez Bek 
Odstavljen in zaprt v ječo. Janez Bek Carigrajski je objokoval svojo domovino, ker je videl, da se ne da več rešiti; bilo je prepozno, vera je opešala, razsodnost je skoraj izginila. Mnogi Grki so že trdili, da je razkol opravičen, ker je že tako star. 

## Potek koncila
Koncil je kljub velikim težavam in nasprotovanjem med pravoslavnimi poslanci prišel do srečnega konca, zedinjenja kristjanov. 

## Vsebina
Glavna vsebina koncila je bila razprava o posameznih členih katoliške vere, ki so jih na koncu sprejeli tudi pravoslavni. Govorili so tudi o križarski vojni, konklavah in cerkveni disciplini. 

### Kanoni
- Uvod

Prvi odlok
 
Jeruzalem in sveti kraji so zopet padli v muslimanske roke; zaradi tega trpijo tamkajšnji kristjani in romarji; poziv na novo križarsko vojno.

Drugi odlok
- 1.Presveta Trojica in katoliška vera
- 2.Volitve in pooblastila izvoljene osebe – kako nevarna je sedisvakanca, kot je to bil zadnji primer
- 15.Okoliščine mašniškega posvečenja in lastnosti posvečenega
- 16.Ponovno poročeni
- 17.Delo rednega sodišča
- 19.Zagovor
- 21.Nadarbine in dostojanstva
- 22.Cerkvenega premoženja ni mogoče odtujiti
- 23.Kakšno oblast ima škof v redovnih hišah
- 24.Davki  in pristojbine
- 25.Izvzetost cerkva
- 26.Oderuštvo
- 28.Krivične in izgubljene parnice
- 29.Izobčenje

Opombe
Koncil je objavil dva odloka ter 31 kanonov, med katerimi so najpomembnejši obrazci veroizpovedi glede posameznih členov katoliško-krščanske vere. 